# G'doumont
G'doumont (ook gespeld als G'Doumont, Gdoumont, G'Doûmont, Gdoûmont) is een gehucht in Bévercé, deelgemeente van de Waalse stad Malmedy in de Belgische provincie Luik. Het ligt zo'n drie kilometer ten noordoosten van het stadscentrum van Malmedy. Net zoals de op G'doumont aansluitende gehuchten Chôdes en Boussire, heeft het plaatsje vooral verspreide bewoning op een heuvelrug.

## Geschiedenis
Op de Ferrariskaart uit de jaren 1770 is het gehucht Hacdoumont weergegeven. Tijdens de Franse bezetting op het eind van de 18de eeuw was het gebied deel van het Franse departement Ourthe; daarna was het in de 19de eeuw onderdeel van de Pruisische Rijnprovincie. In 1887 werden verschillende landelijke dorpjes en gehuchtjes rond de stad Malmedy samengebracht in een nieuwe gemeente (Landbürgermeisterei) Bévercé. Binnen die gemeente werd G'doumont ondergebracht in de sectie (Landgemeinde) Géromont.
Na de Eerste Wereldoorlog werd het gebied met de gemeente Bévercé als deel van de Oostkantons aangehecht bij België.
Bij de gemeentelijke herindelingen werd Bévercé in 1977, met het gehucht G'doumont, bij de gemeente Malmedy gevoegd.

## Ligging
G'doumont ligt op een heuvelrug ten zuiden van de Warche en ten noorden van de Warchenne. Deze vlakbij gelegen rivieren liggen in dalen die ruim 100 meter lager liggen.

## Verkeer en vervoer
Door G'doumont loopt de Route du Barrage (N681), de verbindingsweg tussen Malmedy en Robertville.
Deelgemeenten: Bellevaux-Ligneuville · Bévercé · Malmedy

Overige kernen: Arimont · Baugnez · Bellevaux · Bernister · Boussire · Burnenville · Chevofosse · Chôdes · Cligneval · Difflot · Falize · Floriheid · G'doûmont · Géromont · Gohimont · Hédomont · Lamonriville · Lasnenville · Ligneuville · Longfaye · Macampagne · Mé · Meiz · Mont · Otaimont · Planche · Pont · Préaix · Reculémont · Ronxhy · Warche · Winbomont · Xhoffraix · Xhurdebise

Belgische gemeenten · arrondissement Verviers · provincie Luik · Wallonië